# World Destruction
«World Destruction» — песня группы Time Zone, записанная при участии Африки Бамбаты и Джона Лайдона. Песня является новаторской в том плане, что была записана при смешивание двух стилей рок и хип-хоп музыки. Эта была первая попытка смешать два разных стиля. Чуть позже (в 1985 году) Run-D.M.C. предприняли такую же попытку, перезаписав вместе с Aerosmith их песню «Walk This Way».

## Запись песни
Идея написание песни возникала у Бамбаты. После того, как он познакомился с Биллом Ласвеллом и они оба высказали уважение к творчеству друг друга, Бамбата признался, что хотел бы поработать с «реально сумасшедшим человек», и Ласвелл предложил ему Джона Лайдона.
Лайдон и Ласвелл должны были работать вместе над новым альбомом PiL — «Album», и как они позже оба утверждали, что «World Destruction» был использован, чтобы проверить друг друга до работы на «Album». К записи песни Ласвелл привлек Берни Уоррелла, Ники Скопелитис и Аииб Динга, которые потом играли на «Album». Песня была записана в Нью-Йорке, в октябре 1984 года.

## Список композиций

### 7"
1. World Destruction 7" Mix — 3:50
2. 7" Instrumental Mix — 3:45

### 12"
1. World Destruction 12" Mix — 5:34
2. 12" Instrumental Mix — 6:27

### MC UK
1. World Destruction 12" Mix — 5:34
2. 12" Instrumental Mix — 6:27
3. World Destruction 7" Mix — 3:50
4. 7" Instrumental Mix — 3:45

### CD/MC US
1. World Destruction — 5:33
2. World Destruction (Single Edit) — 3:51
3. World Destruction (Meltdown Remix) — 6:24
4. Wild Style — 4:57
5. World Destruction («Hard Cell» Edit) — 5:06

## Комментарии
- Джон Лайдон: «Я связался с Биллом по поводу проекта Бамбаты. Я хотел поработать с Биллом, помимо моего альбома. К тому же у нас было несколько текстов. Мы пошли в студию и сделали барабанный бой, мы сделали всё это примерно за четыре с половиной часа. Песня было записана очень быстро. Говорят вы не можете торопить талант, но не в этом случае.»
- Африка Бамбата: «Тот факт, что он в то время ни о чём не заботился, и мне это нравится. Нравится делать записи более пугающими. Я был в Париже, сидел в гостиничном номере и смотрел CNN, шел фильм с Орсоном Уэллсом „Человек, который видел будущее“. Поэтому после просмотра фильма, у меня появилась идея написать песню основываясь на том, что говорил Нострадамус, так и зародилась идея песни „World Destruction“. Потом я разговаривал с Биллом, я говорил ему, что мне нужен реально сумасшедший человек, и он подумал о Джоне Лайдоне. Я знал, что он идеально подойдет для этого, ведь я видел тот фильм в котором он недавно снялся. Я знал всё о Sex Pistols и Public Image Ltd., так что мы быстро собрались и сделали сокрушительно-сумасшедшую песню, мы также сделали песню, где Джон говорит что-то ужасное о Королеве, но мы никогда не выпускали это.»
- Билл Ласвелл: «Бамбата позвонил мне, и сказал, что хотел бы сделать песню с вокалистом Def Leppard. Я ответил, что не знаком с вокалистом Def Leppard, но я знааком с Джоном Лайдоном. Таким образом мысль сделать эту песню пришла именно от Бамбаты. Это была не моя идея, Бамбата позвонил мне и сказал, что хотел бы сделать эту песню с элементами хэви-метлла. В то время я не был знаком с такими людьми. Я сказал ему, что знаю Джонни Роттена из Sex Pistols, говоря: „Это не совсем хэви-метлл, но ты можешь подумать“, на это он ответил „Да, звучит здорово“. Таким образом мы пошли в студию и записали это песню очень быстро, это казалось мне естественным. Мне очень нравится „Never Mind the Bollocks, Here’s the Sex Pistols“, я думаю, что это великий альбом. Это был действительно великий альбом, интенсивный и правдоподобный. Потом я услышал PiL. Они мне тоже понравились, потому-что я интересовался дабом и Джа Уобблом, который является великим бас-гитаристом. Мне понравились многие их альбомы, по крайне мере несколько первых.»

## Использование в других медиа
Использовалась в качестве саундтрека в сериалах Клан Сопрано и Мистер Робот

## Состав
- Джон Лайдон — вокал
- Африка Бамбата — вокал
- Билл Ласвелл — бас-гитара, синтезатор
- Ники Скопелитис — гитара
- Аииб Динг — перкуссия
- Берни Уоррелл — синтезатор